# MIB (小説)
『MIB』（メイド・イン・ブラック）は、柏葉空十郎によるライトノベル。イラストは二ノ膳が担当している。電撃文庫（アスキー・メディアワークス）より2009年4月から刊行されている。
著者のデビュー後、第二作目となる作品。秘密結社の下っ端として勤めるサラリーマンを主役とした人情噺である前作から一転して、ボーイ･ミーツ･ガールから始まるラブ･コメディ･ストーリー。

## ストーリー
ある日、星人の家にUFOが落ちてくる。そこから出てきたのは黒ずくめのメイド服に身を包んだ少女だった。アリアと名乗る少女は、自分達の存在を口外するなと告げた後、星人を馬鹿扱いする。さらに、アリアから逃れられるひとときのはずの学校にまで、彼女は転入してくる。こうして、星人の日常は大きく変わることとなる。

## 登場人物
天川星人（あまかわほしと）
高校生。
アリア・グレイ
顔は可愛いがやけに態度がでかく、星人は“性悪チビ悪魔”と名付けた宇宙人。
ミムラさん
リトルグレイ型宇宙人であるが、最近は専ら人間の姿に変装をしている。
宇佐見美希（うさみみき）
幼馴染。

## 既刊一覧
- 柏葉空十郎（著）・二ノ膳（イラスト） 『MIB』 アスキー・メディアワークス〈電撃文庫〉、既刊2巻（2009年10月10日現在）
  1. 2009年4月10日発売[1]、ISBN 978-4-0486-7769-1
  2. 2009年10月10日発売[2]、ISBN 978-4-0486-8020-2